# TenHornedBeast
TenHornedBeast ist ein 2003 gegründetes Drone- und Dark-Ambient-Projekt.

## Geschichte
Einige Jahre nachdem sich die Musiker des Projektes Endura getrennt hatten, nahm Christopher Walton ohne Stephen Pennick eine Fortführung der gemeinsamen Grundidee zum Anlass ein weiteres Musikprojekt, diesmal allein, zu initiieren. Nachdem Walton im Jahr 2003 erste Aufnahmen produzierte gab er diese 2004 als Album mit dem Titel Ten Stars Ten Horns im Selbstverlag heraus. Es folgte mit Woe to You o Earth and Sea 2005 ein Album über NOTHingness REcords. Nachkommend erschienen mehrere Veröffentlichungen über das britische Post-Industrial-Label Cold Spring Records, mit welchen sich TenHornedBeast zunehmend als Instanz des Dark Ambient international etablierte. Weitere Kooperationen ging Walton mit Independent-Labeln wie Handmade Birds, Peripheral Records, Aurora Borealis ein. Walton ließ die meisten seiner Veröffentlichungen jedoch über Cold Spring Records vertreiben.

## Stil
TenHornedBeast hat sich im Dark Ambient fortwährend musikalisch entwickelt. Vom härteren Drone Doom auf The Sacred Truth über „perkussiveren ritualisierten Klang“ auf Hunts & Wars und einer Musik der Fragmentierung und Dekonstruktion durch Stücke die „kurzen Zwischenspielen unterbrochen“ werden und unterschiedliche Klänge wie „Synthesizer mit Vogelgesang kombiniert“ und so die „pechschwarze Atmosphäre mit hellere Schattierung“ versieht, hin zum minimalen Dark Ambient und Ambient auf Death Has No Companion der sich „vom dunklen Drone Doom früherer Cold-Spring-Veröffentlichungen“ entfernt.

## Inhalt
Als lyrische und konzeptionelle Einflussfaktoren von Endura führte Walton das Werk H. P. Lovecraft sowie Okkultismus und Mystik an, insbesondere Gnosis, Mithraismus und Magick finden sich in der Musik und den Texten Enduras. Seine Beschäftigung mit Aleister Crowley und Thelema führte ihn zu der von ihm als gnostisch umschriebenen Auffassung, dass die finale Aufgabe der Beschäftigung mit Magick eine bewusste Lebensführung darstellt. Entsprechend nahmen die Texte Enduras häufig Bezug zu Thelema und Mithraismus, bezogen sich jedoch ebenso auf die eigenen Ansichten Waltons hinsichtlich einer bewussten Lebensführung. Mit TenHornedBeast entwickelte Walton die Grundidee hinter seiner Musik fort. Mit TenHornedBeast verweist er weiterhin auf okkulte Bezugspunkte, führt diese jedoch mit einem betonten Individualismus aus. Initial sei nicht ein Ausdruck des Glaubens, sondern der ebenso rituelle wie spontane Schaffensprozess.

„I do not record music for any specific magickal purpose but I do try to express ideas and concepts with music. I think a strong “conceptual” feel to this sort of music is important, there is very little narrative contained within the composition and for me some sort of sign to steer the work is crucial.“

„Ich nehme keine Musik für einen bestimmten magischen Zweck auf, aber ich versuche dennoch Ideen und Konzepte mit Musik auszudrücken. Ich schätze, dass ein starkes „konzeptuelles“ Gefühl für diese Art von Musik wichtig ist. Es gibt sehr wenig Narrative in den Kompositionen und für mich ist es von entscheidender Bedeutung eine Art Zeichen zu setzen um das Schaffen zu lenken.“

## Rezeption
Insbesondere die Alben The Sacred Truth, My Horns Are A Flame To Draw Down The Truth und Hunts & Wars erfuhren international positive Resonanz. So lobte Piero Scaruffi Walton für TenHornedBeast als „Klangbildhauer“ dessen frühe Alben die Technik des Dark Ambient repräsentieren, sich aber zunehmend von den Stereotypen des Genres emanzipierten und in unterschiedliche Richtungen entwickelt habe. The Sacred Truth wurde auf Invisible Orange als „Kunst, wie sie sein sollte - wild, nuanciert, mit Raum für Interpretation.“ gepriesen. Scaruffi betitelte es als subjektive Meisterung eines dröhnenden Dark Ambient.

„‘The Sacred Truth’ ist ein ungewöhnliches und sehr intensives Album, das Aufmerksamkeit fordert. Die dargebotene, abgründige Tiefe ist sicherlich nicht für jedermann, aber für diejenigen, die sich darauf einlassen, eine nachdrückliche Erfahrung.“

Kai-Uve Altermann nannte Hunts & Wars für Terrorverlag „ein solides, und was für diese Art Musik sicher nicht gerade leicht ist, abwechslungsreiches Werk“. Andrew Dienes schrieb für Brutal Resonance, dass ihn dies Album beeindrucke. Es gestalte „einen würdigen Begleiter“ für seine Einsamkeit. Death Has No Companion wurde weiterhin gelobt. Es sei düsterer als frühere Veröffentlichungen, aber von emotionaler „Kraft auf und innerhalb der musikalischen Pfade“. Auch sei es vielfältiger und komplexer, dabei jedoch durch die Routine Waltons geprägt weiterhin von hoher Qualität.

## Diskografie
- 2004: Ten Stars - Ten Horns (Album, Selbstverlag)
- 2005: Woe To You, O Earth And Sea (Album, NOTHingness REcords)
- 2007: The Sacred Truth (Album, Cold Spring Records)
- 2008: Titan Death (EP, Selbstverlag)
- 2008: TenHornedBeast/Marzuraan (Split-EP mit Marzuraan, Aurora Borealis)
- 2009: My Horns Are A Flame To Draw Down The Trutz (Album, Cold Spring Records)
- 2010: Hunts & Wars (Album, Cold Spring Records)
- 2011: Ten Horned Moses Descended The Mountain (Album, Handmade Birds)
- 2012: Ten Graves (Kollaboration mit Husere Grav, Peripheral Records)
- 2012: Krtrima Sprha (Kompilation, Selbstverlag)
- 2013: Inverted Starless Albion (Single, Cold Spring Records)
- 2013: Elphame (Album, Neuropa Records)
- 2014: Even Death Knelt Before Them (Kollaboration mit Sigillum Dei, Ordo Pestilentia)
- 2014: The High Place (Single, Neuropa Records)
- 2015: Tole Deol (Album, Selbstverlag)
- 2017: Death Has No Companion (Album, Cold Spring Records)
- 2022: The Lamp of No Light (Album, Cold Spring Records)